# Michael O'Hanrahan
Michael O'Hanrahan (iriska: Micheál Ó hAnnrachain), ursprungligen Hanrahan, född 16 januari 1877 i New Ross, County Wexford, död 4 maj 1916 i Kilmainham Gaol, var en irländsk revolutionär som avrättades för sin roll i påskupproret 1916.

## Biografi
Michael O'Hanrahan föddes i New Ross, County Wexford, Irland, som son till Richard och Mary Hanrahan. Fadern verkar ha varit involverad i Fenian-upproret 1867. Familjen flyttade till Carlow där Michael O'Hanrahan studerade vid Carlow Christian Brothers' School och Carlow College Academy. År 1898 anslöt han sig till Gaelic League och grundade året efter dess första lokalavdelning i Carlow. 1903 var han korrekturläsare för Gaelic League-publikationen Cló Cumann i Dublin. Han skrev sedan artiklar i ett flertal nationalistiska tidningar såsom Sinn Féin och Irish Volunteer. Han författade även två noveller, A Swordsman of the Brigade (1914) och When the Norman Came (publicerades postumt 1918).

## Politiskt engagemang
1903 blev han involverad i Maud Gonnes och Arthur Griffiths kampanj mot kung Edward VII:s Irlandsbesök. Mötet med Griffith fick O'Hanrahan att ansluta sig till det nyligen bildade Sinn Féin. Han blev också medlem av Irländska republikanska brödraskapet. I november 1913 anslöt han sig till Irish Volunteers, och blev senare anställd som administratör i staben på huvudkvarteret. Han utsågs till generalkvartermästare för andra bataljonen och blev med tiden nära vän till kommendanten Thomas MacDonagh.

## Påskupproret 1916
O'Hanrahan var ställföreträdare för Thomas MacDonagh i Dublins andra bataljon. De stationerades vid Jacob's kexfabrik, men bataljonen fick inte uppleva mycket action annat än intensivt prickskytte under påskveckan, då brittiska armén undvek det starka fästet som dominerade gatorna mellan Portobellobarackerna och Dublin Castle. När situationen blev desperat i början av maj, beordrade MacDonagh en utbrytning och O'Hanrahan ledde med "viss svårighet" garnisonen ut ur fabriken genom utgången vid New Bride Street.
O'Hanrahan arkebuserades den 4 maj 1916 i Kilmainhamfängelset. Hans bror, Henry O'Hanrahan, dömdes till livstids fängelse för sin roll i upproret.

## Minnesmärken
Wexfords järnvägsstation och bron över floden Barrow i New Ross är uppkallade efter O'Hanrahan. O'Hanrahans GAA klubb i Carlow grundades 1919 och är fortfarande ett av topplagen i grevskapet.